# Cerodontha suputinka
Cerodontha suputinka este o specie de muște din genul Cerodontha, familia Agromyzidae, descrisă de Zlobin în anul 1993. Conform Catalogue of Life specia Cerodontha suputinka nu are subspecii cunoscute.